# Neogymnomma rufa
Neogymnomma rufa är en tvåvingeart som beskrevs av Townsend 1915. Neogymnomma rufa ingår i släktet Neogymnomma och familjen parasitflugor.
Artens utbredningsområde är Peru. Inga underarter finns listade i Catalogue of Life.